# Валентик, Иван Яковлевич
Ива́н Я́ковлевич Вале́нтик (1906—1988) — советский хозяйственный деятель, экономист, заслуженный работник народного хозяйства Карельской АССР (1966).

## Биография
В 1926 году окончил Полоцкий лесной техникум.
В 1931 году, после окончания Белорусской сельскохозяйственной академии, направлен на работу в Автономную Карельскую ССР.
В 1931—1940 годах — инженер треста «Кареллес», научный сотрудник, заведующий лесохимической лабораторией Карельского НИИ, старший экономист лесного сектора Госплана Карельской АССР. В 1940 году назначен начальником отдела Госплана образованной Карело-Финской ССР.
В 1941 году, с началом Великой Отечественной войны, назначен командиром батальона на строительстве оборонительных сооружений Карельского фронта. В 1941 году отозван с фронта для работы в Госплане Карело-Финской ССР.
В 1947—1953 году — министр лесного хозяйства Карело-Финской ССР.
В 1953—1956 годах — заместитель председателя Госплана Карело-Финской ССР.
В 1956—1966 годах — председатель Госплана Карельской АССР.
В 1966—1988 годах — старший научный сотрудник, руководитель группы экономики лесного хозяйства Института экономики Карельского научного центра РАН.
Избирался депутатом Верховного Совета Карельской АССР.

## Сочинения
- Семилетка Карелии в действии. — Петрозаводск, 1963
- Экономические проблемы развития производительных сил Карельской АССР. (в соавт.) — Л., 1971
- Вопросы экономики лесного хозяйства Карельской АССР. (в соавт.) — Петрозаводск, 1972
- Экономические основы интенсификации лесного хозяйства Карельской АССР. (в соавт.) — Л., 1986

## Семья
- Сын — Валентик, Александр Иванович — поэт, журналист.
- Сын — Валентик Владимир Иванович — инженер-технолог.[источник не указан 419 дней]